# Alto Monte de Israel (Mariscal Ramón Castilla)
La comunidad de Alto Monte de Israel es un centro poblado ubicado a orillas del río Amazonas, en el distrito de San Pablo, provincia de Mariscal Ramón Castilla departamento de Loreto, en Perú. Fue creada en el año 1994 por su fundador, Ezequiel Ataucusi Gamonal. Es comunidad evangélica, cuya extensión se planificó en el Proyecto de integración sudamericano de fronteras vivas del Perú, en donde Ataucusi fue pionero y ejecutor de dicho proyecto para los países de Colombia y Brasil.
Es un pueblo netamente religioso de la Asociación Evangélica de la Misión Israelita del Nuevo Pacto Universal (AEMINPU), más conocido como los Israelitas del Nuevo Pacto. Se encuentra al este de Iquitos, la capital del departamento, a 18 horas navegando por los caudales del río Amazonas. El transporte fluvial es el único medio de conexión con  la comunidad.

## Población
Su población está conformado por inmigrantes de diferentes departamentos del Perú, y de personas nativas congregados de la zona. Un aproximado de 6 000 habitantes que viven en viviendas rústicas de madera y techo de calamina, sus habitantes en su mayoría se dedican a la agricultura, al cultivo de arroz, plátano, maíz, etc. También se dedican a la ganadería, crianza de aves de corral, pesca y comercio.
Alto Monte de Israel está considerado dentro del mapa de pobreza, no cuenta con suministro eléctrico, no tiene agua y desagüe, ni internet, solo cuenta con pequeñas estaciones de telefonía satelital, y una pequeña posta médica. En su lugar, cuenta con tres tipos de educación, inicial, primaria y secundaria de tipo religioso.
Se caracteriza de las demás comunidades por ser un pueblo muy religioso, autónomo con sus propias reglas y normas, rechaza cualquier apoyo del estado o de entidades ajenas a la congregación, y se rigen conforme a los 10 mandamientos, según su propia interpretación.

## Historia
A inicios de los noventa Ezequiel Ataucusi inicio la descentralización, convenció a sus fieles para migrar a las montañas para establecer su tierra prometida, específicamente el Bajo Amazonas, vale decir los márgenes del río Amazonas en la provincia doblemente fronteriza de Ramón Castilla y en su confluencia con el río Yavarí. Ataucusi participó de este proceso y adoptó el lugar como Alto Monte, adoctrinando a sus seguidores en sus creencias, organizándoles en grupos de trabajo y enseñándoles a trabajar en la agricultura.
Los habitantes de Alto Monte, llamados israelitas, visten en su gran mayoría de túnicas, los varones se dejan crecer la barba y la cabellera, las mujeres llevan velo como símbolo de santidad. Dentro de sus creencias, los sábados, luna nueva y las tres fiestas al año son fechas sagradas, en los cuales nadie trabaja, en su lugar, realizan culto religioso y ofrendas a base de sacrificios.